# Диффузионное насыщение металлами
Основная статья: Химико-термическая обработка металлов
Диффузио́нное насыще́ние мета́ллами — поверхностное насыщение стали алюминием, хромом, цинком, кремнием и другими элементами. Один из методов упрочнения материалов.
Изделия, обогащённые этими элементами, приобретают ценные свойства, к числу которых относятся высокая жаростойкость, коррозионная стойкость, повышенная износостойкость и твёрдость.

## Методы насыщения

### Твёрдая диффузионная металлизация
Металлизатором является ферросплав с добавлением хлористого аммония (NH4Cl). В результате реакции металлизатора с HCl или Cl2 образуются летучие соединения хлора с металлом (AlCl3, CrCl2, SiCl4 и так далее), которое в результате контакта с металлической поверхностью диссоциирует с образованием свободных атомов.

### Жидкая диффузионная металлизация
Данный вид металлизации проводят погружением детали в расплавленный металл, если диффундирующий металл имеет низкую температуру плавления.

### Газовая диффузионная металлизация
Проводят в газовых средах, состоящих из галогенных соединений диффундирующего элемента. Газовая диффузионная металлизация осуществляется в муфельных печах или в печах специальной конструкции при 700...1000 °С.  Газовая фаза может генерироваться на расстоянии от поверхности насыщения (бесконтактный способ), или же в зоне контакта источника активной фазы с поверхностью металла (контактный способ).

## Виды диффузионного насыщения металлами
Наиболее распространёнными видами диффузионного насыщения металлами являются: 
- алюмирование (или алюминирование, насыщение алюминием), используется для деталей, работающих при высоких температурах;
- диффузионное хромирование (насыщение хромом) используют для деталей и полуфабрикатов из стали, сплавов на основе никеля, молибдена, ниобия, меди и других элементов;
- борирование (насыщение бором), обеспечивает высокую твёрдость (1800...2000 HV), износостойкость и стойкость против коррозии в разных средах;
- силицирование (насыщение кремнием);
- бериллизация (насыщение бериллием), обеспечивает для сталей повышение твёрдости, жаростойкости при 800–1100 °С и коррозионной стойкости.

## Достоинства диффузионного насыщения металлов
Поверхность диффузионно-металлизированной детали обладает высокой жаростойкостью, поэтому жаростойкие изделия изготавливают из простых углеродистых сталей с последующим алитированием, хромированием и силицированием. Исключительно высокой твёрдостью (до HV 2000) и высоким сопротивлением абразивному износу обладают борированные слои, вследствие образования на поверхности высокотвёрдых боридов железа – FeB и Fe2B; однако борированные слои очень хрупкие. Сульфидирование – поверхностное насыщение стали серой. Для режущего инструмента стойкость повышается в 2–3 раза.

## Недостатки диффузионного насыщения металлов
Диффузия хрома, алюминия и других металлов протекает значительно медленнее, чем углерода и азота, потому что углерод и азот образуют с железом растворы внедрения, а металлы – растворы замещения. При одинаковых температурных и временных условиях диффузионные слои при металлизации в десятки, а то и в сотни раз более тонкие, чем при цементации. Такая малая скорость диффузии препятствует широкому распространению процессов диффузионного насыщения в промышленности, так как процесс является дорогостоящим, и его проводят при высоких температурах (1000–1200 °C) длительное время. Только особые свойства слоя и возможность экономии легирующих элементов при использовании процессов диффузионной металлизации обусловили некоторое их применение в промышленности.